# Asplenium octoploideum
Asplenium octoploideum là một loài dương xỉ trong họ Aspleniaceae. Loài này được Viane & Van den heede mô tả khoa học đầu tiên năm 2002.
Danh pháp khoa học của loài này chưa được làm sáng tỏ. 